# Kvalspelet till Europamästerskapet i fotboll 1976 (grupp 5)
Kvalspelet till Europamästerskapet i fotboll 1972 (grupp 5) spelades mellan den 1 september 1974 och 22 november 1975.

## Tabell
| Nr | Lag ( )       | S | V | O | F | GM | IM | MS  | P |
| -- | ------------- | - | - | - | - | -- | -- | --- | - |
| 1  | Nederländerna | 6 | 4 | 0 | 2 | 14 | 8  | +6  | 8 |
| 2  | Polen         | 6 | 3 | 2 | 1 | 9  | 5  | +4  | 8 |
| 3  | Italien       | 6 | 2 | 3 | 1 | 3  | 3  | 0   | 7 |
| 4  | Finland       | 6 | 0 | 1 | 5 | 3  | 13 | −10 | 1 |

## Matcher
|             | 1 september 1974 | Finland       | 1 – 2           | Polen                                  | Olympiastadion | |
| 15:00 UTC+2 | 15:00 UTC+2      | Timo Rahja 4′ | (1 – 1) Rapport | 23′ Andrzej Szarmach 50′ Grzegorz Lato | Helsingfors Publik: 18 759<refname="Rsssf">{{Webbref\|url=http://www.rsssf.com/tables/76e-fulldet.html%7Ctitel=EuropeanChampionship1 976(Details)\|hämtdatum=15juli2 017\|utgivare=Rsssf}}</ref> Domare: John Wright Paterson (Skottland) | Helsingfors Publik: 18 759<refname="Rsssf">{{Webbref\|url=http://www.rsssf.com/tables/76e-fulldet.html%7Ctitel=EuropeanChampionship1 976(Details)\|hämtdatum=15juli2 017\|utgivare=Rsssf}}</ref> Domare: John Wright Paterson (Skottland) |
| 15:00 UTC+2 | 15:00 UTC+2      |               |                 |                                        | Helsingfors Publik: 18 759<refname="Rsssf">{{Webbref\|url=http://www.rsssf.com/tables/76e-fulldet.html%7Ctitel=EuropeanChampionship1 976(Details)\|hämtdatum=15juli2 017\|utgivare=Rsssf}}</ref> Domare: John Wright Paterson (Skottland) | Helsingfors Publik: 18 759<refname="Rsssf">{{Webbref\|url=http://www.rsssf.com/tables/76e-fulldet.html%7Ctitel=EuropeanChampionship1 976(Details)\|hämtdatum=15juli2 017\|utgivare=Rsssf}}</ref> Domare: John Wright Paterson (Skottland) |
| 15:00 UTC+2 | 15:00 UTC+2      |               |                 |                                        | Helsingfors Publik: 18 759<refname="Rsssf">{{Webbref\|url=http://www.rsssf.com/tables/76e-fulldet.html%7Ctitel=EuropeanChampionship1 976(Details)\|hämtdatum=15juli2 017\|utgivare=Rsssf}}</ref> Domare: John Wright Paterson (Skottland) | Helsingfors Publik: 18 759<refname="Rsssf">{{Webbref\|url=http://www.rsssf.com/tables/76e-fulldet.html%7Ctitel=EuropeanChampionship1 976(Details)\|hämtdatum=15juli2 017\|utgivare=Rsssf}}</ref> Domare: John Wright Paterson (Skottland) |

|             | 25 september 1975 | Finland        | 1 – 3           | Nederländerna                             | Olympiastadion                                                                     |                                                                                    |
| 18:30 UTC+2 | 18:30 UTC+2       | Timo Rahja 16′ | (1 – 2) Rapport | 28′, 40′ Johan Cruijff 51′ Johan Neeskens | Helsingfors Publik: 20 449<refname="Rsssf"/> Domare: Wolfgang Riedel (Östtyskland) | Helsingfors Publik: 20 449<refname="Rsssf"/> Domare: Wolfgang Riedel (Östtyskland) |
| 18:30 UTC+2 | 18:30 UTC+2       |                |                 |                                           | Helsingfors Publik: 20 449<refname="Rsssf"/> Domare: Wolfgang Riedel (Östtyskland) | Helsingfors Publik: 20 449<refname="Rsssf"/> Domare: Wolfgang Riedel (Östtyskland) |
| 18:30 UTC+2 | 18:30 UTC+2       |                |                 |                                           | Helsingfors Publik: 20 449<refname="Rsssf"/> Domare: Wolfgang Riedel (Östtyskland) | Helsingfors Publik: 20 449<refname="Rsssf"/> Domare: Wolfgang Riedel (Östtyskland) |

|             | 9 oktober 1974 | Polen                                                             | 3 – 0           | Finland | Stadion Warty                                                                  |                                                                                |
| 14:30 UTC+1 | 14:30 UTC+1    | Henryk Kasperczak 13′ Robert Gadocha 15′ (str.) Grzegorz Lato 53′ | (2 – 0) Rapport |         | Poznań Publik: 30 000<refname="Rsssf"/> Domare: Dušan Maksimović (Jugoslavien) | Poznań Publik: 30 000<refname="Rsssf"/> Domare: Dušan Maksimović (Jugoslavien) |
| 14:30 UTC+1 | 14:30 UTC+1    |                                                                   |                 |         | Poznań Publik: 30 000<refname="Rsssf"/> Domare: Dušan Maksimović (Jugoslavien) | Poznań Publik: 30 000<refname="Rsssf"/> Domare: Dušan Maksimović (Jugoslavien) |
| 14:30 UTC+1 | 14:30 UTC+1    |                                                                   |                 |         | Poznań Publik: 30 000<refname="Rsssf"/> Domare: Dušan Maksimović (Jugoslavien) | Poznań Publik: 30 000<refname="Rsssf"/> Domare: Dušan Maksimović (Jugoslavien) |

|             | 20 november 1974 | Nederländerna                              | 3 – 1           | Italien               | Feijenoordstadion                                                                |                                                                                  |
| 20:30 UTC+1 | 20:30 UTC+1      | Rob Rensenbrink 24′ Johan Cruijff 64′, 80′ | (1 – 1) Rapport | 5′ Roberto Boninsegna | Rotterdam Publik: 65 000<refname="Rsssf"/> Domare: Pavel Kazakov (Sovjetunionen) | Rotterdam Publik: 65 000<refname="Rsssf"/> Domare: Pavel Kazakov (Sovjetunionen) |
| 20:30 UTC+1 | 20:30 UTC+1      |                                            |                 |                       | Rotterdam Publik: 65 000<refname="Rsssf"/> Domare: Pavel Kazakov (Sovjetunionen) | Rotterdam Publik: 65 000<refname="Rsssf"/> Domare: Pavel Kazakov (Sovjetunionen) |
| 20:30 UTC+1 | 20:30 UTC+1      |                                            |                 |                       | Rotterdam Publik: 65 000<refname="Rsssf"/> Domare: Pavel Kazakov (Sovjetunionen) | Rotterdam Publik: 65 000<refname="Rsssf"/> Domare: Pavel Kazakov (Sovjetunionen) |

|             | 19 april 1975 | Italien | 0 – 0           | Polen | Stadio Olimpico                                                        |                                                                        |
| 15:30 UTC+1 | 15:30 UTC+1   |         | (0 – 0) Rapport |       | Rom Publik: 80 000<refname="Rsssf"/> Domare: Robert Helies (Frankrike) | Rom Publik: 80 000<refname="Rsssf"/> Domare: Robert Helies (Frankrike) |
| 15:30 UTC+1 | 15:30 UTC+1   |         |                 |       | Rom Publik: 80 000<refname="Rsssf"/> Domare: Robert Helies (Frankrike) | Rom Publik: 80 000<refname="Rsssf"/> Domare: Robert Helies (Frankrike) |
| 15:30 UTC+1 | 15:30 UTC+1   |         |                 |       | Rom Publik: 80 000<refname="Rsssf"/> Domare: Robert Helies (Frankrike) | Rom Publik: 80 000<refname="Rsssf"/> Domare: Robert Helies (Frankrike) |

|             | 5 juni 1975 | Finland | 0 – 1           | Italien                      | Olympiastadion                                                                        |                                                                                       |
| 19:00 UTC+2 | 19:00 UTC+2 |         | (0 – 1) Rapport | 26′ (str.) Giorgio Chinaglia | Helsingfors Publik: 17 732<refname="Rsssf"/> Domare: Walter Eschweiler (Västtyskland) | Helsingfors Publik: 17 732<refname="Rsssf"/> Domare: Walter Eschweiler (Västtyskland) |
| 19:00 UTC+2 | 19:00 UTC+2 |         |                 |                              | Helsingfors Publik: 17 732<refname="Rsssf"/> Domare: Walter Eschweiler (Västtyskland) | Helsingfors Publik: 17 732<refname="Rsssf"/> Domare: Walter Eschweiler (Västtyskland) |
| 19:00 UTC+2 | 19:00 UTC+2 |         |                 |                              | Helsingfors Publik: 17 732<refname="Rsssf"/> Domare: Walter Eschweiler (Västtyskland) | Helsingfors Publik: 17 732<refname="Rsssf"/> Domare: Walter Eschweiler (Västtyskland) |

|             | 3 september 1974 | Nederländerna                                       | 4 – 1           | Finland              | Stadion de Goffert                                                         |                                                                            |
| 20:00 UTC+1 | 20:00 UTC+1      | Willy van der Kuijlen 29′, 35′, 55′ Harry Lubse 48′ | (2 – 1) Rapport | 9′ Matti Paatelainen | Nijmegen Publik: 28 000<refname="Rsssf"/> Domare: Eric Smyton (Nordirland) | Nijmegen Publik: 28 000<refname="Rsssf"/> Domare: Eric Smyton (Nordirland) |
| 20:00 UTC+1 | 20:00 UTC+1      |                                                     |                 |                      | Nijmegen Publik: 28 000<refname="Rsssf"/> Domare: Eric Smyton (Nordirland) | Nijmegen Publik: 28 000<refname="Rsssf"/> Domare: Eric Smyton (Nordirland) |
| 20:00 UTC+1 | 20:00 UTC+1      |                                                     |                 |                      | Nijmegen Publik: 28 000<refname="Rsssf"/> Domare: Eric Smyton (Nordirland) | Nijmegen Publik: 28 000<refname="Rsssf"/> Domare: Eric Smyton (Nordirland) |

|             | 10 september 1975 | Polen                                                          | 4 – 1           | Nederländerna           | Schlesienstadion                                                             |                                                                              |
| 17:30 UTC+1 | 17:30 UTC+1       | Grzegorz Lato 14′ Robert Gadocha 44′ Andrzej Szarmach 63′, 77′ | (2 – 0) Rapport | 81′ René van de Kerkhof | Chorzów Publik: 85 000<refname="Rsssf"/> Domare: Patrick Partridge (England) | Chorzów Publik: 85 000<refname="Rsssf"/> Domare: Patrick Partridge (England) |
| 17:30 UTC+1 | 17:30 UTC+1       |                                                                |                 |                         | Chorzów Publik: 85 000<refname="Rsssf"/> Domare: Patrick Partridge (England) | Chorzów Publik: 85 000<refname="Rsssf"/> Domare: Patrick Partridge (England) |
| 17:30 UTC+1 | 17:30 UTC+1       |                                                                |                 |                         | Chorzów Publik: 85 000<refname="Rsssf"/> Domare: Patrick Partridge (England) | Chorzów Publik: 85 000<refname="Rsssf"/> Domare: Patrick Partridge (England) |

|             | 27 september 1975 | Italien | 0 – 0           | Finland | Stadio Olimpico                                                         |                                                                         |
| 16:30 UTC+1 | 16:30 UTC+1       |         | (0 – 0) Rapport |         | Rom Publik: 29 203<refname="Rsssf"/> Domare: Costas Xanthoulis (Cypern) | Rom Publik: 29 203<refname="Rsssf"/> Domare: Costas Xanthoulis (Cypern) |
| 16:30 UTC+1 | 16:30 UTC+1       |         |                 |         | Rom Publik: 29 203<refname="Rsssf"/> Domare: Costas Xanthoulis (Cypern) | Rom Publik: 29 203<refname="Rsssf"/> Domare: Costas Xanthoulis (Cypern) |
| 16:30 UTC+1 | 16:30 UTC+1       |         |                 |         | Rom Publik: 29 203<refname="Rsssf"/> Domare: Costas Xanthoulis (Cypern) | Rom Publik: 29 203<refname="Rsssf"/> Domare: Costas Xanthoulis (Cypern) |

|             | 15 oktober 1974 | Nederländerna                                        | 3 – 0           | Polen | Olympiastadion                                                             |                                                                            |
| 20:15 UTC+1 | 20:15 UTC+1     | Johan Neeskens 16′ Ruud Geels 47′ Frans Thijssen 59′ | (1 – 0) Rapport |       | Amsterdam Publik: 60 000<refname="Rsssf"/> Domare: Károly Palotai (Ungern) | Amsterdam Publik: 60 000<refname="Rsssf"/> Domare: Károly Palotai (Ungern) |
| 20:15 UTC+1 | 20:15 UTC+1     |                                                      |                 |       | Amsterdam Publik: 60 000<refname="Rsssf"/> Domare: Károly Palotai (Ungern) | Amsterdam Publik: 60 000<refname="Rsssf"/> Domare: Károly Palotai (Ungern) |
| 20:15 UTC+1 | 20:15 UTC+1     |                                                      |                 |       | Amsterdam Publik: 60 000<refname="Rsssf"/> Domare: Károly Palotai (Ungern) | Amsterdam Publik: 60 000<refname="Rsssf"/> Domare: Károly Palotai (Ungern) |

|             | 26 oktober 1975 | Polen | 0 – 0           | Italien | Stadion Dziesięciolecia                                                     |                                                                             |
| 14:00 UTC+1 | 14:00 UTC+1     |       | (0 – 0) Rapport |         | Warszawa Publik: 70 000<refname="Rsssf"/> Domare: Paul Schiller (Österrike) | Warszawa Publik: 70 000<refname="Rsssf"/> Domare: Paul Schiller (Österrike) |
| 14:00 UTC+1 | 14:00 UTC+1     |       |                 |         | Warszawa Publik: 70 000<refname="Rsssf"/> Domare: Paul Schiller (Österrike) | Warszawa Publik: 70 000<refname="Rsssf"/> Domare: Paul Schiller (Österrike) |
| 14:00 UTC+1 | 14:00 UTC+1     |       |                 |         | Warszawa Publik: 70 000<refname="Rsssf"/> Domare: Paul Schiller (Österrike) | Warszawa Publik: 70 000<refname="Rsssf"/> Domare: Paul Schiller (Österrike) |

|       | 22 november 1975 | Italien           | 1 – 0           | Nederländerna | Stadio Olimpico                                                      |                                                                      |
| UTC+1 | UTC+1            | Fabio Capello 20′ | (1 – 0) Rapport |               | Rom Publik: 33 307<refname="Rsssf"/> Domare: Robert Schaut (Belgien) | Rom Publik: 33 307<refname="Rsssf"/> Domare: Robert Schaut (Belgien) |
| UTC+1 | UTC+1            |                   |                 |               | Rom Publik: 33 307<refname="Rsssf"/> Domare: Robert Schaut (Belgien) | Rom Publik: 33 307<refname="Rsssf"/> Domare: Robert Schaut (Belgien) |
| UTC+1 | UTC+1            |                   |                 |               | Rom Publik: 33 307<refname="Rsssf"/> Domare: Robert Schaut (Belgien) | Rom Publik: 33 307<refname="Rsssf"/> Domare: Robert Schaut (Belgien) |